# Замалая
Замалая — деревня в Оханском городском округе Пермского края России.

## Географическое положение
Деревня расположена недалеко от правого берега Камы на расстоянии менее 1 километра на север от села Казанка.

## История
Деревня впервые известна с 1869 года. Первоначальное название Замалая Казанка (то есть деревня за речкой Малая Казанка). С 2006 по 2018 год входила в состав Казанского сельского поселения Оханского района. После упразднения обоих муниципальных образований стала рядовым населённым пунктом Оханского городского округа.

## Климат
Климат умеренно континентальный. Наиболее тёплым месяцем является июль, средняя максимальная температура которого 24,8 °C, а самым холодным январь со среднемесячной температурой −17,3 °C. Среднегодовая температура 2,1 °C.

## Население
Постоянное население составляло 60 человек (95 % русские) в 2002 году, 62 человека в 2010 году.